# Newlands (Nouvelle-Zélande)
Newlands est une des banlieues nord de la ville de Wellington, la capitale du pays, située dans l’Île du Nord de la Nouvelle-Zélande.

## Situation
Elle siège à approximativement 8 km au nord du centre de la ville et elle est à l’est de la plus proche banlieue voisine, qui est celle de Johnsonville. 
Elle est limitée au nord par Paparangi, Woodridge, Grenada, au nord-est: par Horokiwi, à l’est par le mouillage de Wellington Harbour (en), au sud par Ngauranga et à l’ouest: par la banlieue de Johnsonville

## Toponymie
Le secteur qu’occupe la ville moderne de ‘Newlands’ était initialement connu sous le nom de  ‘Paparangi’ , qui en language Te Reo Māori signifiait "cluster of hills" (groupe de collines) . 
Il y a deux théorie pour le nom actuel de la banlieue.
La première est qu’elle fut dénommée d’après “Thomas Newland”, qui arriva en Nouvelle-Zélande en provenance de Londres en 1875 à bord du navire “Avalanche” et installa un commerce fournissant de la glu et de l’huile à la ville voisine de Johnsonville avant de devenir le Manager du «département fumier» de la «Wellington Meat Export Company's Works» en 1892 .
Thomas Newland était un ami intime de ‘Walter Futter’, qui possédait des terres dans le secteur de Newlands .
La seconde théorie est qu’il s’agit simplement des ‘Nouvelles terres’ ("New Land") proche de Johnsonville .

## Histoire
Elle a une longue histoire depuis la première colonisation et initialement le secteur était une zone de fermes orientées vers la fourniture initiale du lait pour la ville de Wellington. Newlands est localisée dans une vallée et couvre les deux lignes de crêtes, l’un des côtés dominant le port de Wellington Harbour (en) et l’autre remontant en haut jusqu’à la Vallée de Hutt.
Une zone de 40 ha fut vendue durant les années 1840  à la Compagnie de Nouvelle-Zélande .
La zone fut principalement utilisée pour y établir des fermes d’élevage de cochons et de vaches laitières, fournissant à la ville de Wellington l’essentiel de ses besoins en lait, dès les années 1920 et jusque vers les années 1950 .
Les fermes laitières furent installées par ‘Bill Miles’ de la société “Newlands Dairy Limited“, qui acheta la ferme de ‘James’ dans «Glanmire Rd» et y installa 100 vaches, ainsi que ‘Pearce et Tristram’.
Après la Seconde Guerre Mondiale, ‘Miles’ divisa les terres en lotissements pour construire des maisons, constituant initialement «Wakely Road», puis «Miles Crescent», « Lyndfield Lane», «Black Rock Road» et «Glanmire Road». ‘Ernest Hoskings’ transforma son troupeau laitier en une banlieue de Johnsonville, proche de Newlands et Horokiwi
 , .
Newlands fut le siège en 1923 de la "Newlands Baby Farmers", où Daniel Cooper (en) fut jugé coupable et exécuté pour meurtres, car il réalisait des avortements illégaux dans le cadre de ce qui a été appelé le baby farming (en) .

## Installations
Newlands a récemment bénéficié en 2013 de l’installation d’un centre commercial rénové avec un nouveau supermarché et un nouveau centre communautaire. Il est proche des offres de services et d’un autre centre commercial localisé dans le voisinage de Johnsonville.

### Centre Communautaire
Le Centre Communautaire de Newlands a ouvert en 2009  et est le siège du centre d’accueil (drop in centre) de la Newlands Toy Library et de nombreux autres groupes de la communauté.

### Brigade de pompiers volontaires
La Brigade de pompiers volontaires de ‘Newlands’ s’installa en 1965 sur «Newlands Road» et elle possède 20 membres avec un appareil de type « 2010 Iveco Eurocargo 6/1» avec une pompe légère .

### Parcs et réserves
La banlieue de Newlands a un certain nombre de parcs et de réserves, comprenant:
- Newlands Park[11].
- Pinkerton Park[11]
- Seton Nossiter Park[12].
- Waihinahina park[13].
- Gilberd Bush Reserve[14].
- Edgecombe Street play area[11]
- Kenmore Street Play Area[11]
- Lyndfield Lane play area[11]
- Cheyne Walk play area[11]
- Salford Street Play Area[11]

## Transports
Newlands est desservie par des bus ‘de et vers’ la ville, gérés par le service de la “ Newlands Coach Services».
Newlands a ainsi un bon accès vers la ville de Lower Hutt par la principale autoroute nord vers le District de Kapiti Coast et vers Wellington's CBD.

## Éducation

### Zone de recrutement Scolaire
Newlands est dans la zone de recrutement du Newlands College (en), ‘Newlands School’ et St Oran's College (en) dans la banlieue de Boulcott.

### Éducation secondaire
Newlands College (en) est une école secondaire mixte, d’état, localisée au niveau de ‘Bracken Road’ dans la banlieue de ‘Newlands’.

### Éducation primaire et intermédiaire
Newlands a trois écoles primaires et une école intermédiaire:
- Newlands Intermediate est une école intermédiaire située sur “Bracken road”, près du Newlands College (en). Elle a un taux décile de 9 [16] et un effectif de 313 élèves en 2014 [16]
- Newlands School est une école contribuant au primaire, situé sur “Newlands Road”. Elle a un décile de 8 [17] avec un effectif de 337 habitants en 2014 [16].
- Rewa Rewa School est une école contribuant au primaire, située sur ‘Padnell Crescent’. Elle a un décile de 9 [18] et un effectif de 71 élèves en 2014 [16]
- Bellevue School est une école contribuant au primaire situé à ‘Bancroft Terrace’. Elle a un décile de 8 [19] et un effectif de 266 élèves en 2014 [16].